# Operazione Alpenveilchen

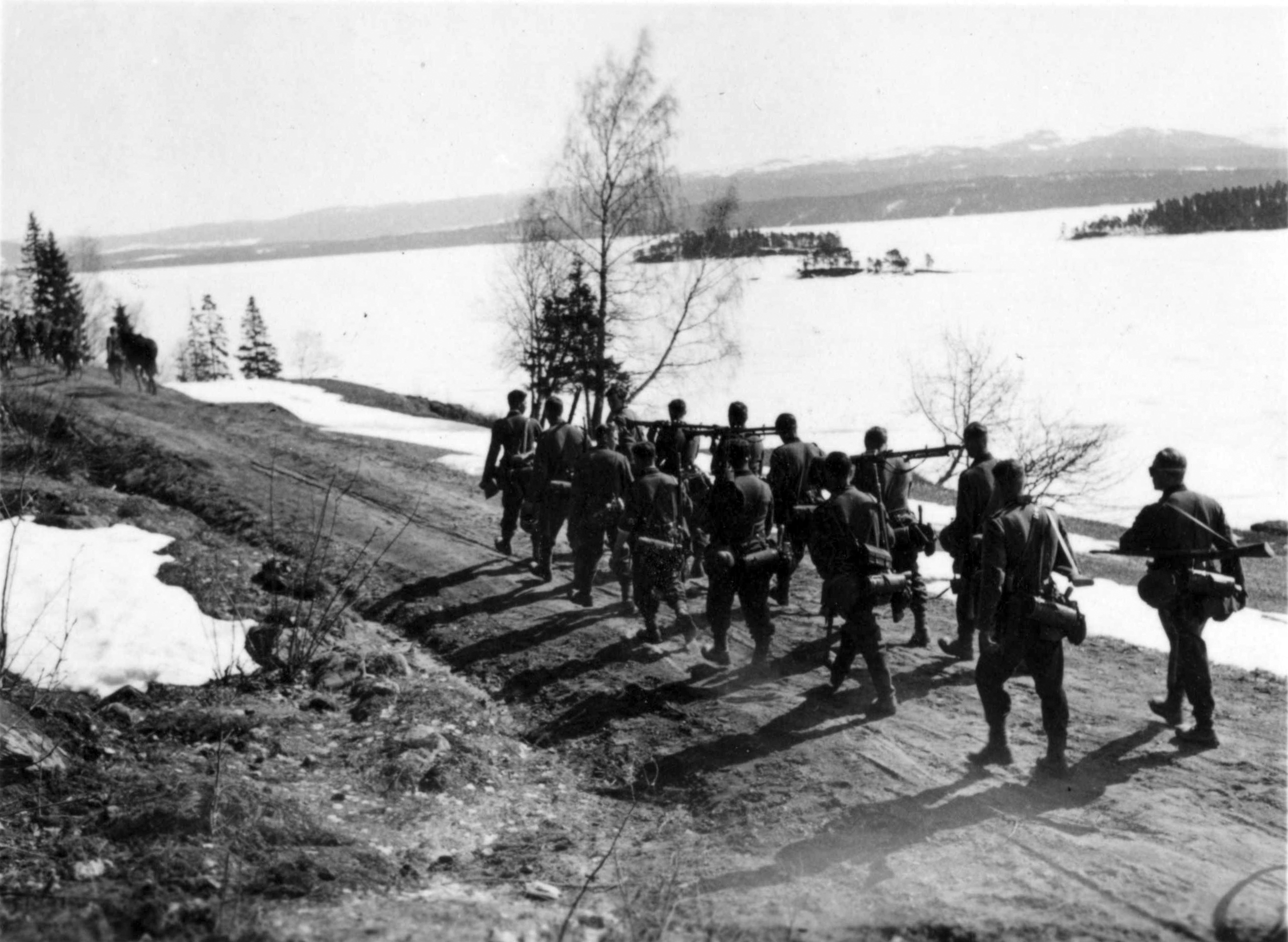
Un gruppo di gebirgsjäger tedeschi in azione nel 1940

Operazione Alpenveilchen (in tedesco Unternehmen Alpenveilchen, letteralmente "operazione ciclamino") era il nome in codice di un progetto di operazione dell'Oberkommando der Wehrmacht mirante allo schieramento di truppe tedesche in Albania nei primi mesi del 1941, in appoggio alle forze italiane impegnate nella campagna di Grecia; l'operazione non fu mai attuata.

## Storia
L'attacco italiano alla Grecia sferrato il 28 ottobre 1940 provocò forti disappunti in Germania: l'azione, malamente progettata e attuata con forze insufficienti, si ritorse ben presto contro gli italiani, sconfitti dalle forze greche e respinti verso le loro basi in Albania, obbligando i tedeschi a stendere piani per un intervento militare nei Balcani da attuarsi per i primi mesi del 1941, onde ristabilire la situazione a vantaggio delle Potenze dell'Asse. Il 12 novembre l'Oberkommando der Wehrmacht (OKW) emanò una direttiva per definire l'operazione: nell'ambito di un più vasto piano mirante ad assicurarsi il bacino del Mediterraneo da Gibilterra all'Egitto, fu pianificato lo schieramento in Bulgaria, nazione sempre più simpatizzante con l'Asse, di un contingente di 10 divisioni che avrebbe dovuto attaccare la Grecia attraverso il confine greco-bulgaro a est.
La situazione delle forze italiane in Albania continuò a peggiorare nel corso del novembre-dicembre 1940, con nuovi arretramenti e cedimenti di posizioni a vantaggio dei greci; per sostenere l'alleato in difficoltà, Adolf Hitler ordinò l'invio di un contingente di 65 aerei da trasporto Junkers Ju 52 della Luftwaffe perché affrettassero lo spiegamento di ulteriori rinforzi italiani nella regione, ma davanti alla minaccia di un tracollo italiano l'OKW iniziò a stilare, l'11 gennaio 1941, piani per l'allestimento di un corpo di spedizione di truppe da combattimento da inviare in Albania: l'operazione Alpenveilchen previde quindi l'invio in appoggio degli italiani di un corpo d'armata da montagna forte di tre divisioni di gebirgsjäger, consistenza ridotta poi alla sola 1. Gebirgs-Division rinforzata da unità di mezzi corazzati.
Il piano tedesco prevedeva che il corpo d'armata fosse messo a capo di una massiccia offensiva da attuarsi nel settore nord-orientale del fronte greco-albanese, lungo il confine tra Albania e Jugoslavia, in modo da proseguire nella regione della Macedonia greca onde ricongiungersi con le forze tedesche in avanzata dal confine greco-bulgaro; la subordinazione dell'intero schieramento italiano in Albania (ormai forte di 20 divisioni) a un'unica divisione tedesca fu tuttavia ritenuta troppo umiliante dai comandi del Regio Esercito, che osteggiarono il piano. Dopo un incontro tra il sottosegretario alla guerra italiano, generale Alfredo Guzzoni, e il capo dell'OKW feldmaresciallo Wilhelm Keitel il 19 gennaio 1941, si decise di accantonare il piano: la situazione del fronte italiano non era più così preoccupante, le nuove forze nel frattempo affluite avevano bloccato ulteriori progressioni dei greci e una massiccia controffensiva era in programma per il marzo seguente. Il comando tedesco accantonò quindi l'operazione Alpenveilchen e destinò tutte le risorse all'attacco alla Grecia da est, l'operazione Marita.